# Yoshiko Tsubouchi
Yoshiko Tsubouchi (坪内美子, Tsubouchi Yoshiko), née le 22 juin 1915 et morte le 3 novembre 1985, est une actrice japonaise.

## Biographie
Yoshiko Tsubouchi a tourné dans plus de 140 films entre 1933 et 1969.

## Filmographie sélective

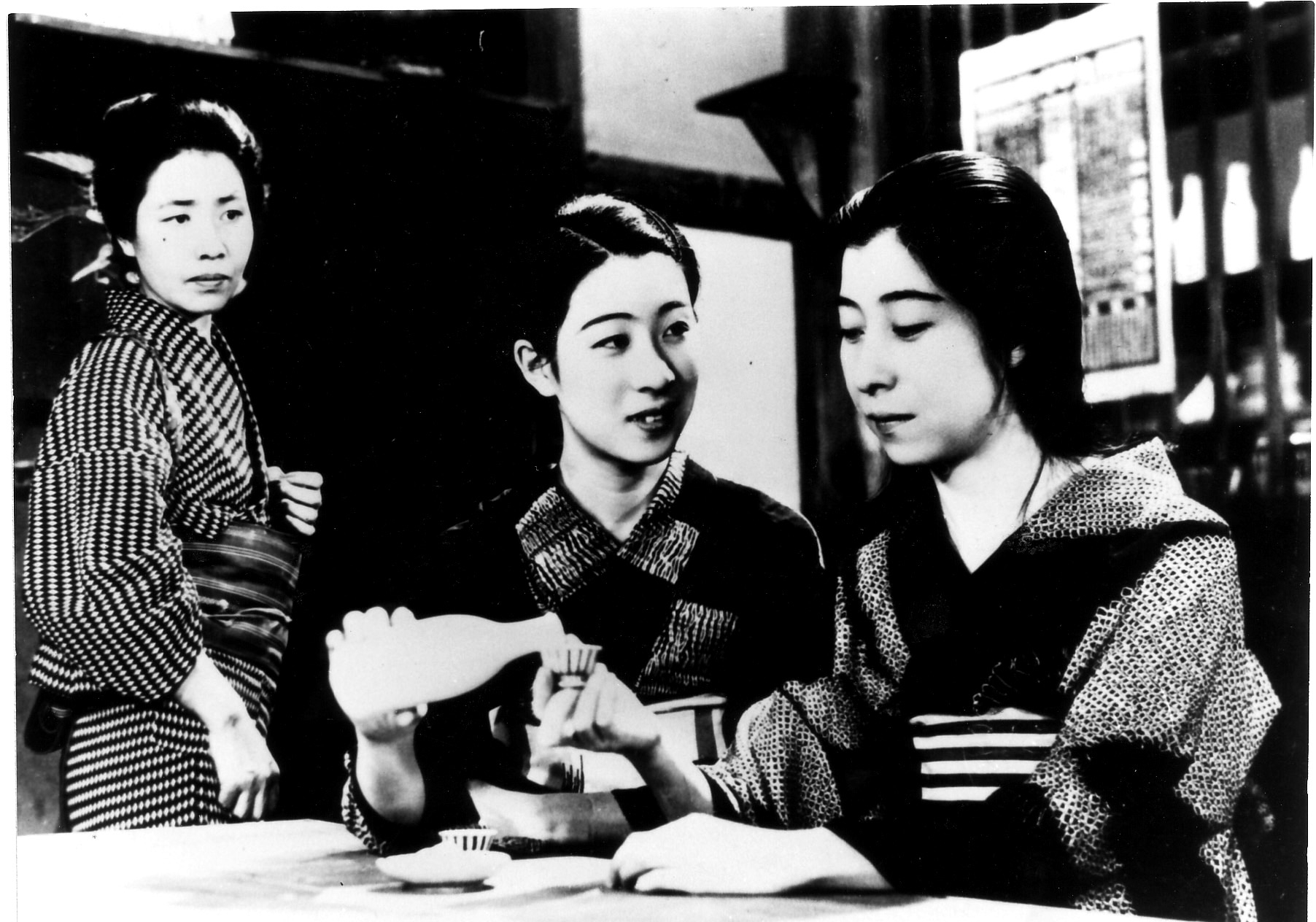
Chōko Iida, Yoshiko Tsubouchi et Emiko Yagumo dans Histoire d'herbes flottantes (1934).

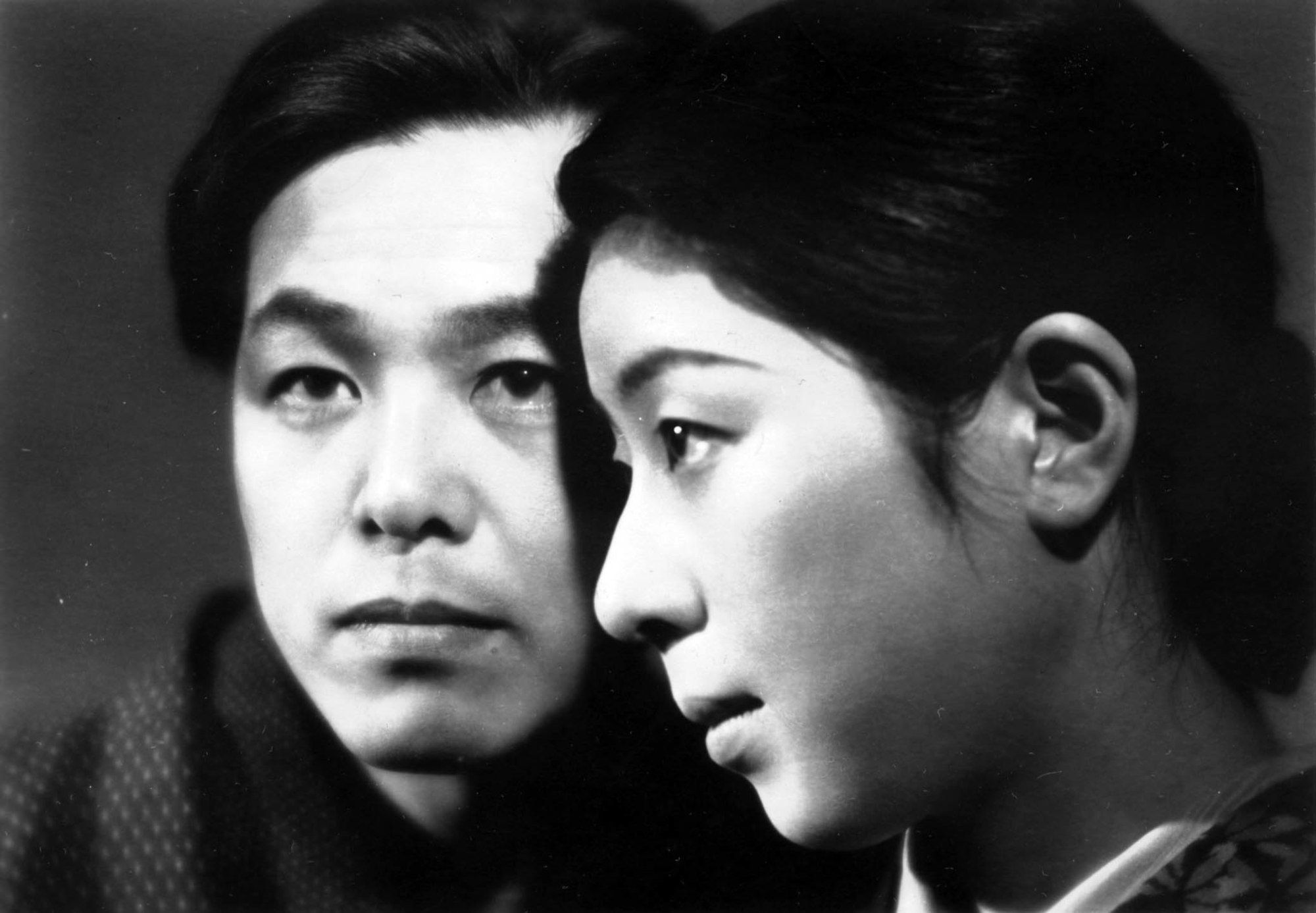
Shin'ichi Himori et Yoshiko Tsubouchi dans Le Fils unique (1936).

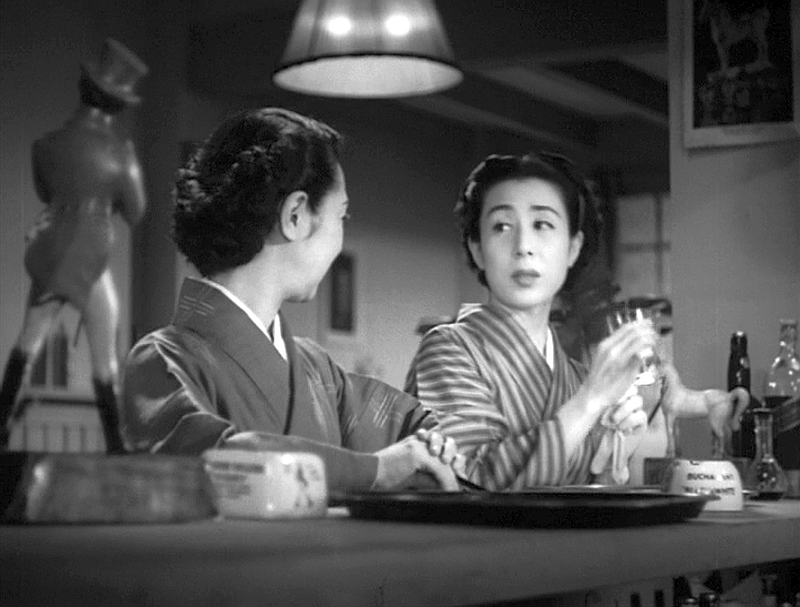
Yoshiko Tsubouchi dans Les Sœurs Munakata (1950).

- 1933 : Le Jeune Universitaire I (大学の若旦那, Daigaku no wakadanna?) de Hiroshi Shimizu : Namiko
- 1934 : Osayo amoureuse (お小夜恋姿, Osayo koisugata?) de Yasujirō Shimazu : Machiko Kaga
- 1934 : Éclipse (金環蝕, Kinkanshoku?) de Hiroshi Shimizu : Kayo
- 1934 : Histoire d'herbes flottantes (浮草物語, Ukikusa monogatari?) de Yasujirō Ozu : Otoki
- 1934 : Mon frère aîné (私の兄さん, Watashi no niisan?) de Yasujirō Shimazu : Sachiko
- 1935 : Le Fardeau de la vie (人生のお荷物, Jinsei no onimotsu?) de Heinosuke Gosho : Takako Komiyama
- 1935 : Okoto et Sasuke (春琴抄 お琴と佐助, Shunkinsho: Okoto to Sasuke?) de Yasujirō Shimazu : la sœur d'Okoto
- 1936 : Les Montagnes de la passion (感情山脈, Kanjō sanmyaku?) de Hiroshi Shimizu
- 1936 : Hommes contre femmes (男性対女性, Dansei tai josei?) de Yasujirō Shimazu
- 1936 : Le Fils unique (一人息子, Hitori musuko?) de Yasujirō Ozu : Sugiko
- 1937 : La Flotte sans ennui de l'amour (恋愛無敵艦隊, Renai muteki kantai?) de Hiroshi Shimizu
- 1939 : La Détermination d’Okayo (お加代の覚悟, Okayo no kakugo?) de Yasujirō Shimazu : Oharu
- 1940 : Kinuyo no hatsukoi (絹代の初恋?) de Hiromasa Nomura : Fusae
- 1941 : Les Frères et Sœurs Toda (戸田家の兄妹, Todake no kyodai?) de Yasujirō Ozu : Ayako
- 1949 : Printemps tardif (晩春, Banshun?) de Yasujirō Ozu : Kiku
- 1949 : Danse dans l'après-midi (真昼の円舞曲, Mahiru no embukyoku?) de Kōzaburō Yoshimura : Takako
- 1950 : L'Amour d'une mère (母情, Bojō?) de Hiroshi Shimizu
- 1950 : Les Sœurs Munakata (宗方姉妹, Munekata kyōdai?) de Yasujirō Ozu : Mieko
- 1953 : Épouse (妻, Tsuma?) de Mikio Naruse : Taeko Niemura
- 1953 : Lettre d'amour (恋文, Koibumi?) de Kinuyo Tanaka : la belle-mère de Michiko
- 1954 : Derniers Chrysanthèmes (晩菊, Bangiku?) de Mikio Naruse
- 1954 : Voyage à Hawaï (ハワイ珍道中, Hawai chindochu?) de Torajirō Saitō : Yachiyo Yamada
- 1955 : Les Loups (狼, Ōkami?) de Kaneto Shindō
- 1955 : Maternité éternelle (乳房よ永遠なれ, Chibusa yo eien nare?) de Kinuyo Tanaka : Mme Shirakawa